# Ablabera pilosula
Ablabera pilosula är en skalbaggsart som beskrevs av Fahraeus 1857. Ablabera pilosula ingår i släktet Ablabera och familjen Melolonthidae. Inga underarter finns listade i Catalogue of Life.